# 鏡勘平
鏡 勘平（かがみ かんぺい、1928年7月15日 - 1977年末）は、日本の俳優である。本名天野 正二（あまの しょうじ）、独立系成人映画の喜劇映画で活躍したが、もともとは軽演劇の喜劇俳優であり、舞台役者時代の初期芸名は七味 十〇四（ななみ とんがらし）。

## 人物・来歴

### シミキンの弟子として
1928年（昭和3年）7月15日、東京府東京市（現在の東京都）に生まれる。
学歴等は伝えられていない。喜劇俳優としてのキャリアが始まった時期も不明であるが、第二次世界大戦が終了した1945年（昭和20年）8月15日には、まだ満17歳であった。戦後、鏡が弟子入りしたのは、「シミキン」として知られる清水金一（1912年 - 1966年）で、清水は、同年9月には戦時中に堺駿二らと結成した新生喜劇座を再結成し、同年11月には清水金一一座と名称を改めている。鏡は、浅草公園六区の大勝館地下に中映が経営したストリップ劇場浅草カジノ座を根城に、七味 十〇四を名乗り、清水の弟子で若干先輩格の「ミトキン」こと美戸金二とコンビを組んだという。カジノ座の開業は1952年（昭和27年）11月23日である。当時のカジノ座には、船越英二の実兄・三島けん（本名・船越榮太郎、1922年 - ）らが出演し、幕間コントや軽演劇を行っていた。
1959年（昭和34年）8月に発行された雑誌『笑の泉』昭和34年8月号に掲載された『コメディアンの放談会 楽屋裏は花盛り』に、泉和助（1919年 - 1970年）、池信一、ミトキン、由起かおる、ドン杉田らとともに「七味十〇四」として参加し、生年月日等の紹介がなされている。同誌の発行された当時、鏡は満31歳になったばかりである。当時のカジノ座を知る本田靖春が『警察回り』（1986年）に記したところによれば、ミトキンとコンビを組んでいた時代の鏡は、「三木のり平の義弟」を自称していたという。1966年（昭和41年）10月10日には、師の清水金一が満54歳で亡くなっている。同年1月に公開された『浅草の踊子 濡れた素肌』（監督渡辺護、主演可能かづ子）は、浅草六区のストリップ劇場を舞台にした映画だが、同作のロケーション撮影を行った先がカジノ座であった。同作の監督である渡辺護の撮影時の回想には、ミトキンは知人であり、その楽屋にも言った旨の記述があるが、鏡の固有名詞は出てこない。鏡の相棒のミトキンは、唐十郎の回想にもしばしば登場するように、当時の独立系成人映画やアングラ演劇との交流があった。

### 成人映画の時代
鏡 勘平と改名して以降、諸資料に現れる最初の映画への出演作品は、1970年（昭和45年）3月に公開された『真昼の暴行劇』（監督若松孝二）で、同作では芦川絵里とともに主演に抜擢された。同作はシリアスな作品であり、喜劇役者から映画俳優への明確な転向となった。このときすでに満41歳である。1971年（昭和46年）9月に公開された『大色魔』、1973年（昭和48年）1月に公開された『喜劇女湯騒動』といった山本晋也の監督する喜劇映画に出演するようになり、また、山本組には新宿フランス座出身の堺勝朗もおり、1970年代に全盛期を迎える山本の艶笑コメディを支える役者となる。1974年（昭和49年）12月4日に公開されたシリーズ第1作『セミドキュメント 未亡人下宿』では「定食屋」役、1975年（昭和50年）3月19日公開の同第2作『続未亡人下宿 表も貸します裏も貸します』では「風呂屋の主人」役、同第3作への出演は確認できないが、同年11月1日公開の同第4作『新未亡人下宿 奥の間貸します』では「往診の先生」役で出演している。
正確な没年月日は不明だが、1977年（昭和52年）末から1978年（昭和53年）初頭にかけての時期に死去した。満49歳没。訃報については、1978年3月に発行された山本晋也の著書『ポルノ監督奮戦記』に「鏡勘平さんが、亡くなりました。五十でしたか」と書かれた程度であり、資料に乏しい。
鏡の死については、津田一郎によれば、鏡は同じ山本組の常連役者である吉田純、松浦康と仲が良かったらしく、吉田の家で三日三晩飲みつづけた挙句、「急性肝炎になって入退院を何度も繰り返して、ついに帰らぬ人となってしまった」という。鏡は病院で亡くなったが、身寄りがなく、また住んでいたアパートにも遺体を運べないとのことで、病院の死体置場に友人・知人が集まり、通夜が始まったという。このとき、津田によれば「ある監督」が「てめえ、このー、こんな四角い木の箱なんぞに入りやがって、なまいきだ!」「出てきてオレと一緒に酒を飲め!」と棺桶のふたに手をかけたが誰も止められず、結論として、鏡の遺体とこの酔っぱらった人物が踊ったという。野上正義の著書『ちんこんか』での野上と山本晋也との対談でも、この通夜については話題に上っており、山本の回想によれば、この酔っぱらって棺から鏡の遺体を引っ張り出した人物は、吉田純であったという。

### 再評価
2009年（平成21年）2月26日 - 同年3月20日にシアターイメージフォーラムで行われた「WE ARE THE PINK SCHOOL! 日本性愛映画史 1965-2008」の特集上映で、出演作『濡れ牡丹 五悪人暴行篇』（監督梅沢薫、1970年）が上映された。2011年（平成23年）9月18日・同19日に神戸映画資料館で行われた「第二の伝説 知られざる若松孝二」の特集上映で、主演作『真昼の暴行劇』（1970年）が70分の35mmフィルム版プリントで上映された。

## フィルモグラフィ
資料に残る限りのおもな一覧であり、すべてのクレジットは「出演」である。東京国立近代美術館フィルムセンター（NFC）等の所蔵状況についても記す
- 『真昼の暴行劇』 : 製作・企画・監督若松孝二、脚本出口出、主演芦川絵里、製作若松プロダクション、配給日本シネマ、1970年3月公開（成人映画・映倫番号 16282） - 主演・「柴田」役、67分の上映用プリントをNFCが所蔵[5]
- 『濡れ牡丹 五悪人暴行篇』（『濡れ牡丹』[6]） : 企画朝倉大介、監督梅沢薫、脚本日野洸、主演港雄一・山本昌平、製作・配給国映、1970年5月公開（成人映画・映倫番号 16346） - 出演、原版が現存・VHSビデオグラムを発売
- 『魔女狩り』 : 監督・脚本木俣堯喬、製作担当和泉聖治、主演舘真由美・香取環、製作プロダクション鷹、配給ミリオンフィルム、1970年6月公開（成人映画・映倫番号 16349） - 出演[4]・「あたり屋」役、72分の上映用プリントをNFCが所蔵[5]
- 『盗まれたSEX』 : 製作・企画槙直樹、監督・脚本加奈沢史郎、主演一星ケミ、製作槙プロダクション、配給不明、1971年公開（成人映画・映倫番号 不明） - 出演、69分の上映用プリントをNFCが所蔵[5]
- 『大色魔』 : 監督山本晋也、製作東京興映、配給新東宝興業、1971年9月公開（成人映画・映倫番号 16902） - 出演[3]、上映用プリントをNFCが所蔵[18]
- 『十七才の性モラル』（『17才の性モラル』[6]） : 監督三古谷双三、製作東京興映、配給新東宝興業、1971年12月10日審査・同月公開（成人映画・映倫番号 17019） - 出演[3]
- 『男女和合術』 : 監督渡辺護、主演真湖道代、製作わたなべぷろだくしょん、配給大蔵映画、1971年12月22日審査・1972年2月公開（成人映画・映倫番号 17044） - 出演[19]
- 『レズ&SM大百科』 : 製作馬場内弘、企画竜実、監督嵯峨泰彦、脚本池田正一、主演冨士ゆかり・杉村久美、製作・配給日本シネマ、1972年3月公開（成人映画・映倫番号 17112） - 出演、67分の上映用プリントをNFCが所蔵[5]
- 『しびれ観音肌占い』 : 監督花川堂正信、脚本池上昌夫、共演港雄一・桜マミ、配給東映ビデオ、1972年4月公開（成人映画・映倫番号 不明） - 主演[20]
- 『日本性風俗史 淫ら絵巻』 : 監督木俣堯喬・和泉聖治、脚本木俣堯喬、主演珠瑠美、製作プロダクション鷹、配給ミリオンフィルム、1973年1月公開（成人映画・映倫番号 17403） - 出演、77分の上映用プリントをNFCが所蔵[5]
- 『日本猟奇事件』 : 企画清一世、監督小森白・山本晋也・堀越善明、脚本西田洋、主演谷ナオミ・宮下順子・大月麗子、製作東京興映、配給新東宝興業、1973年1月公開（成人映画・映倫番号 17489） - 出演、80分の上映用プリントをNFCが所蔵[5]
- 『喜劇女湯騒動』 : 監督山本晋也、主演城新子、製作東京興映、配給東京興映・新東宝興業、1973年1月公開（成人映画・映倫番号 17450） - 出演、上映用プリントをNFCが所蔵[18]
- 『情炎のおんなみち』 : 製作中城浩二、企画近藤正美、監督中川亘、脚本今井恒夫、主演真湖道代、製作・配給ミリオンフィルム、1973年11月公開（成人映画・映倫番号 17609） - 出演、63分の上映用プリントをNFCが所蔵[5]
- 『ポルノだョ!全員集合㊙わいせつ集団』 : 監督・脚本山本晋也、主演桜マミ・国分二郎、製作プリマ企画、配給日活、1974年3月2日公開（成人映画・映倫番号 17950） - 出演、73分の原版が現存・アートポートがDVDビデオグラムを発売
- 『オカルトSEX』 : 監督・脚本山本晋也、主演南ゆき、製作ワタナベプロダクション、配給日活、1974年8月3日公開（成人映画・映倫番号 18101） - 出演・「福田課長(40)」[4]、67分の原版が現存・日活がデジタル配信[21]
- 『セミドキュメント 未亡人下宿』 : 監督山本晋也、脚本小坂一郎、主演青葉純、製作ワタナベプロダクション、配給日活、1974年12月4日公開（成人映画・映倫番号 18233・シリーズ第1作） - 出演・「定食屋」役
- 『続未亡人下宿 表も貸します裏も貸します』 : 監督・脚本山本晋也、主演青葉じゅん、製作ワタナベプロダクション、配給日活、1975年3月19日公開（成人映画・映倫番号 18303・シリーズ第2作） - 出演・「風呂屋の主人」役、67分の原版が現存・日活がデジタル配信[22]
- 『セミドキュメント にっぽん痴漢五十年史』 : 監督山本晋也、主演桜マミ、製作ワタナベプロダクション、配給日活、1975年3月19日公開（成人映画・映倫番号 18319）
- 『痴漢電車』（改題『痴漢変態電車』[5]） : 製作・企画吉岡昌和、監督山本晋也、脚本山田勉、主演月丘恵子、製作・配給新東宝興業、1975年6月公開（成人映画・映倫番号 18398） - 出演、『痴漢変態電車』題・61分の上映用プリントをNFCが所蔵[5]
- 『新未亡人下宿 奥の間貸します』 : 監督山本晋也、脚本高橋文造、主演青葉純、製作ワタナベプロダクション、配給日活、1975年11月1日公開（成人映画・映倫番号 18540・シリーズ第4作） - 出演・「往診の先生」役、68分の原版が現存・日活がデジタル配信[23]